# Meteorus tarius
Meteorus tarius är en stekelart som beskrevs av Trevor Huddleston 1983. Meteorus tarius ingår i släktet Meteorus och familjen bracksteklar. Inga underarter finns listade i Catalogue of Life.